# 한일관
한일관(韓一館)은 대한민국 서울특별시에 있는 한식당이다.
일제강점기인 1939년 서울 종로 3정목(지금의 종로3가)에서 신우경이 처음 문을 열었다. 신우경 사망 후 1979년부터는 장녀 길순정이 가업을 이어받아 식당을 운영했고, 길순정 사후 1997년에는 두 딸 김은숙, 김이숙이 가업을 상속, 승계하였다.
한일관은 서울시가 지정한 서울미래유산과 2017 미쉐린 가이드(Michelin Guide)의 서울 빕구르망에 선정되었다.

## 연혁
| 연도 | 내용 |
| ---- | --- |
| 1939 | 신우경이 서울 종로 3가에서 일본식 상호를 단 국밥집 화선옥(花仙屋) 창업. 쇠고기 뼈, 내장을 우려낸 국물에 밥을 말아먹는 국밥, 내장 구이, 추어탕 등 판매. |
| 1945 | 해방과 함께 한일관으로 상호를 바꾸고, 종로 1가로 이전. 활발해진 쇠고기 유통에 힘입어 쇠고기 살코기를 이용한 불고기(“궁 불고기”) 판매.                  |
| 1950 | 한국전쟁 발발과 함께 부산으로 피난하여, 1951년 1.4후퇴와 1953년 7월 휴전 이전까지 부산 중앙동에서 영업.                                                |
| 1953 | 서울에서 다시 개업. |
| 1957 | 종로 1가 영업장에 3층 빌딩 신축. |
| 1967 | 서울 명동에 빌딩 신축. |
| 1969 | 광교사거리(다동 5)와 신신백화점 내에 지점 운영. |
| 1979 | 1979년 9월 신우경 사망, 장녀 길순정이 가업 승계. 광교 한일관, 신신백화점 내 한일관 폐업.                                                               |
| 1997 | 길순정 사망, 딸 김은숙, 김이숙 자매가 가업 상속 명동 한일관 폐업.                                                                                      |
| 2008 | 종로1가 한일관이 강남 압구정으로 이전. |
| 2017 | 압구정으로 이전 후, 광화문, 서울역, 갤러리아 백화점 등 6개 지점 오픈 2017 미슐랭 가이드, 빕구르망에 선정.                                              |

## 브랜드 한일관
“한일관” 브랜드를 사용할 권리가 있고, 3대 째 가업으로 이어오는 점포는 아래와 같으며, 이 중 7곳이 2017년 현재 열려 있다.
- 1939년 종로 한일관, 2007년 폐업
- 1967년 명동 한일관, 1997년 폐업
- 1960년대 광교 한일관/신신백화점 한일관, 1970년대 폐업
- 2008년 압구정 한일관
- 2009년 영등포 한일관
- 2010년 을지로 한일관
- 2013년 광화문 한일관
- 2015년 서울역 한일관, Walk Thru
- 2016년 하남시 스타필드 한일관, Walk Thru
- 2017년 압구정 갤러리아 한일관, Walk Thru

## 한일관의불고기
- 1939년 소 내장을 저밈질하고 전통양념을 뿌려 불 위에서 구워 내는 고기구이로 불고기 판매 개시.
- 1945년~1950년 8.15광복 후에는 쇠고기 살코기를 이용한 불고기 판매. 썰고 양념에 재워 불에 구워 냄. 신우경은 궁중 너비아니 양념을 본떴다 하여 ‘궁 불고기’라는 별칭으로 부르기도 함.
- 1950년~1953년 6.25전쟁 동안 한일관은 부산으로 피난하여 영업. 궁불고기와 백반 판매.
- 1957년 서울 종로 1가 한일관을 3층 빌딩으로 신축. 이 시대부터 석쇠불고기(일명 궁불고기)와 육수불고기가 공존.[3]:23
- 1962년 조정래 대하소설 <한강>, 격랑시대 '객지의 파도' 편 한겨레 신문, 1999년 5월 26일자 연재
- 1967년 서울 명동에 빌딩을 짓고 한일관을 열어 영업. 한일관 최고의 전성기.
- 1972년 한정혜 <생활요리: 동양요리>에 독립된 음식 명칭으로 “불고기” 첫 등장[4]
- 1973년 <새국어사전>이 불고기를 “쇠고기 따위의 살코기를 양념하여 재웠다가 불에 구워 먹는 요리”로 표기, 사전적 의미 처음으로 쇠고기 요리로 인정.[3]:24
- 1970년~1979년 한일관에서는 숯불화로가 아닌 휴대용 가스버너를 사용. 육수불고기판은 중앙이 튀어나오고 가장자리는 파여서 육수 안에 냉면사리와 만두사리를 넣어 먹도록 고안. 전골식 육수불고기가 석쇠불고기를 앞지름.
- 1980년 하선정 <한국의 가정요리> 육수불고기를 처음 소개.[5]
- 1986년 하숙정 <한국요리전집> 육수불고기, 석쇠불고기를 모두 소개.[6]
- 1988년~1997년 불고기는 1990년대 초반부터 숯불갈비와 생등심, 돼지 삼겹살 등에 밀려 쇠퇴경향.[3]:224
- 1997년~2007년 1997년 휴대용 가스버너 대신 테이블 부착형 가스 로스터를 이용하여 구울 때 생기는 연기와 냄새를 줄임. 불고기구이는 숯불갈비보다 저렴하고 불에 태운 음식의 유해성분이 없어 한일관을 한식 패밀리 레스토랑으로 거듭나도록 도움.[3]:231-233
- 2017년 "불고기1939”를 출시하고, 압구정점에서는 토기로 만든 미니 화로에서 불고기를 직접 구울 수 있는 식기 마련
- 2017년 1939년 창업주 신우경의 '궁불고기’를 재연, '불고기1939 반상' 출시

## 사진

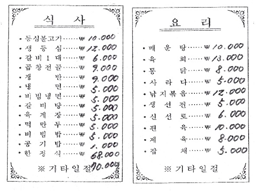
1990년 한일관(종로) 메뉴판
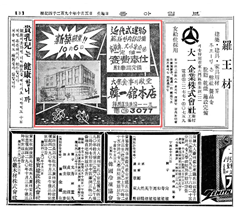
1957년 10월 5일자 동아일보 한일관 광고
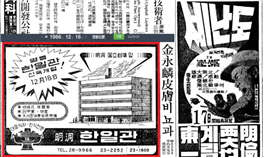
1966년 12월 16일 경향신문 한일관 광고
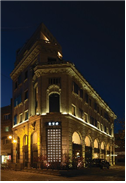
압구정 한일관 빌딩
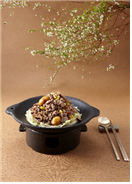
압구정 한일관 요리, 불고기1939
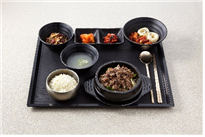
한일관 캐주얼 브랜드 WalkThru의 불고기1939 반상

## 참고 문헌
1. <다시 돌아와 본 서울, 서울 1951년 겨울>, 성두경 사진집, 눈빛, 1994
2. <우리생활 100년. 음식>, 한복진, 현암사, 2001
3. <근대 이후 100년간 한국 육류구이 문화의 변화>, 이규진, 이화여대 박사 논문, 2010
4. <한국인이 사랑하는 오래된 한식당>, (재)한식재단, 2012
5. <식탁 위의 한국사>, 주영하, 휴머니스트 출판그룹, 2013
6. <2017 미쉐린 가이드 서울>, 미쉐린 트레블 파트너, 미쉐린코리아, 2016
7. <음식 고전>, 한복려.한복진.이소영, 현암사, 2016